# Erfurter Seen

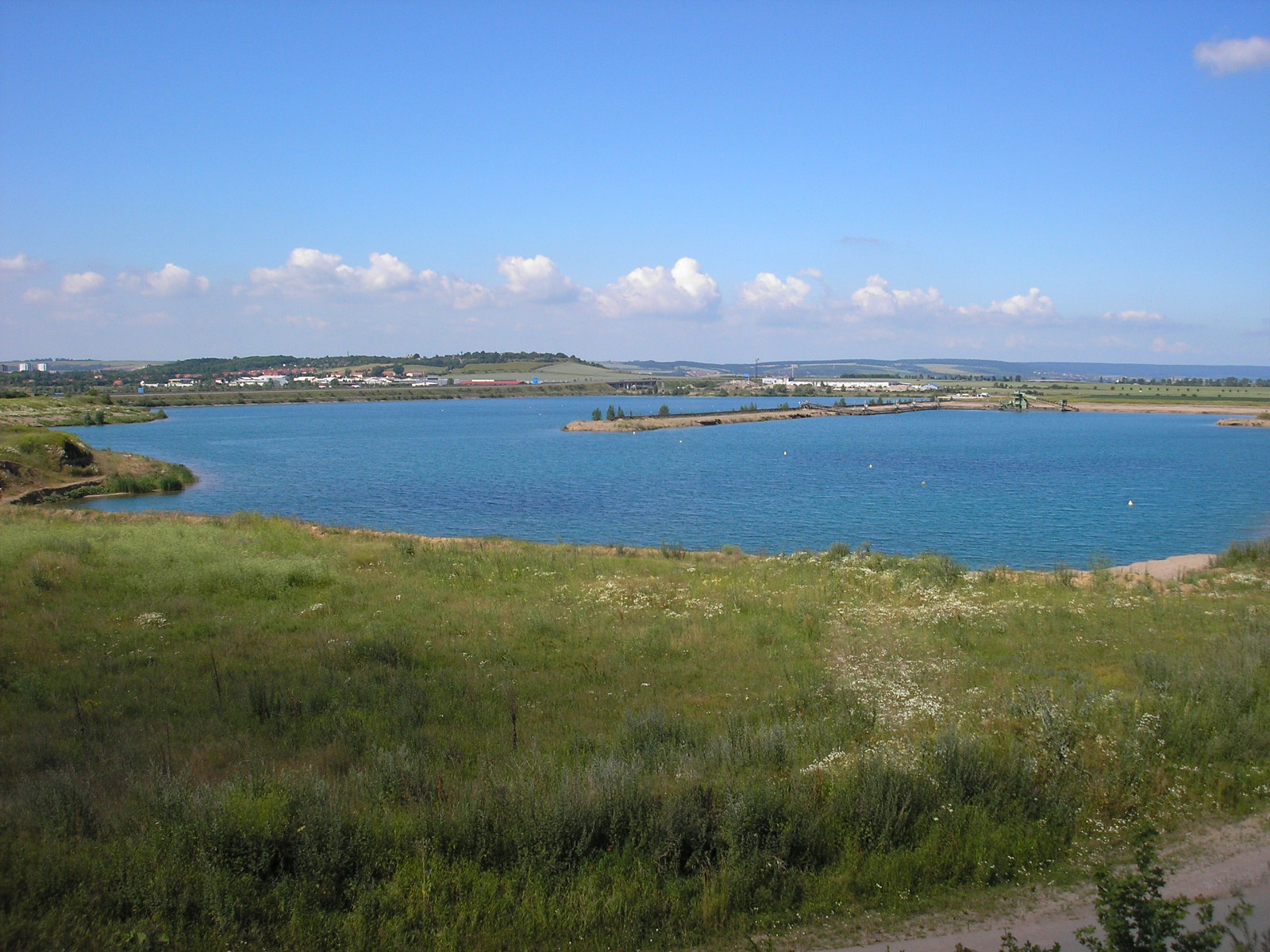
Am Schwerborner See

Die Erfurter Seen entstehen derzeit aus einem Kiesabbaugebiet im Norden der Landeshauptstadt Thüringens.

## Geschichte
Seit vielen Jahren wird im Norden von Erfurt Kies abgebaut. Bei diesem Gebiet handelt es sich um den Verlauf der so genannten Ur-Gera, die sich vor rund 18.000 Jahren ein neues Bett suchte. Auf einer Länge von neun Kilometer entstanden bzw. entstehen insgesamt zwölf Kiesgruben. Diese Kiesgruben werden nach dem Abbau mit Grundwasser gefüllt, um die dadurch entstehenden Wasserflächen für den Freizeitbereich weiter nutzen zu können. Hierzu wurde am 3. April 2001 eine Arbeitsgemeinschaft zwischen der Landeshauptstadt Erfurt und der Gemeinde Nöda auf Basis des § 4 des Thüringer Gesetzes über die Kommunale Gemeinschaftsarbeit (ThürKGG) vereinbart. Am 17. Juli 2007 trat auch die Gemeinde Alperstedt dieser ARGE bei. Neben den Kommunen sind auch die Verwaltungsgemeinschaft Gramme-Aue und die beteiligten Kieswerke als Partner am Projekt beteiligt.

## Aktueller Zustand

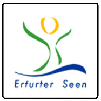
Logo des Projektes

Derzeit sind folgende Baggerseen vorhanden:
| - Sulzer See (63 ha, bis 2015) - Schwerborner See (63 ha, bis 2035) - Stotternheimer See (22 ha) - Luthersee (13 ha) - Bergweg-Teiche | - Klingesee (50 ha, 2035) - Großer Ringsee (52 ha, 2030) - Alperstedter See (66 ha) - Riethnordhäuser Teiche - Nordstrand (17,5 ha) |

Fünf der Seen werden bereits für ihre neue Nutzung vorbereitet. Der größte See, der Alperstedter See, wird schon intensiv sportlich genutzt. Drei der Seen haben im Endausbau eine Wasserfläche von über 60 Hektar, im Endausbau soll eine Gesamtwasserfläche von über 430 Hektar entstehen. Im April 2006 belief sich die Wasserfläche auf insgesamt 240 Hektar.
Für eine Verbindung der auf unterschiedlichen Höhenniveaus liegenden Seen gibt es aus Kostengründen gegenwärtig keine Pläne.

## Markierung
Das Logo der „Erfurter Seen“ wurde vom Erfurter Graphiker Michael Buddrus als Wortbildmarke entwickelt. Es wird für unterschiedlichste Zwecke im Bereich der Erfurter Seen eingesetzt.
Als Radweg-Markierung wird dieses Zeichen vor Ort auch in Kombination mit einem Richtungspfeil und Fahrradsymbol verwendet.

## Konzept
Die Erfurter Seen stellen eine wichtige Natur-, Sport- und Freizeitregion im Nordosten der Stadt Erfurt dar. Zu ihrer Erschließung soll neben den Angeboten des öffentlichen Personennahverkehrs in der Hauptsache auch  ein engmaschiges Netz aus Rad- und Wanderwegen dienen.
Die „Erfurter Seen“ entstanden im Verlauf des Kiesabbaus der letzten 100 Jahre und wurden, weil ihre spätere Wiederauffüllung unterblieb, zu Ersatzbiotopen für viele  bedrohte Tierarten wie Molche, Kreuzkröte, Wechselkröte, Flussregenpfeifer, Steinschmätzer oder Uferschwalbe. Entlang der Uferzonen bildeten sich nahezu geschlossene Schilfgürtel, die  Wasser- und Schwimmblattpflanzen ermöglichen eine reichhaltige Flora und Fauna.

## Radwegenetz
Um zu den „Erfurter Seen“ zu gelangen, können Radfahrer aus Richtung Erfurt bisher bereits zwei ausgeschilderte Routen mit den Radwegweisern „Erfurter Seen“ benutzen.
- Route 1:  Ab Abzweig vom Gera-Radweg in Höhe Teichmannshof zur  Apoldaer Straße, durch das Wohngebiet Roter Berg zur Stotternheimer Straße, weiter zum Zugang „Erfurter Seen“.
- Route 2: Von Erfurt-Südost über Urbich und Linderbach (dazwischen ca. 200 m unbefestigt) zum Ringelberg. Weiter nach Erfurt-Nord (Bunsenstraße), dann Richtung Schwerborn (Anstieg, mit Stadtblick) zum Zugang „Erfurter Seen“ oder alternativ Richtung Stotternheimer Straße zum Zugang „Erfurter Seen“.
- Noch im Aufbau befindet sich eine Zufahrt ab Nöda, diese bietet dann eine Verbindung zum Unstrutradweg.

## Rezeption
Das Bundesministerium für Verkehr, Bau und Stadtentwicklung sieht in der gleichberechtigten Partnerschaft der Großstadt Erfurt mit zwei kleinen Gemeinden ein innovatives und nachahmenswertes Beispiel, da es zeigt, „dass bei gleicher Interessenlage so unterschiedliche Partner voneinander profitieren können“.
Beim Landeswettbewerb „Fahrradfreundliches Thüringen 2004“ des Thüringer Sozialministeriums belegte die Arbeitsgemeinschaft unter 37 Teilnehmern den dritten Platz.